# Újbuda
Újbuda är det 11:e distriktet i huvudstaden Budapest i Ungern. Antalet invånare är 139 049.